# نیتو (بازیکن فوتبال، زاده ۱۹۳۴)
نیتو (انگلیسی: Nito؛ زادهٔ ۵ ژوئیهٔ ۱۹۳۴) بازیکن فوتبال است.